# سودة (الأحساء)
تقع قرية سودة أو هجرة سودة على بعد 28 كيلو مترًا من الأحساء على طريق الخليج الدولي، و20 كيلو مترًا عن الهفوف، وعمر هذه القرية يزيد عن 40 سنة، وعدد سكانها يزيد عن 3000 نسمة.

## مشاكل
يعاني سكان هجرة سودة، أحد الهجر التابعة لمحافظة الأحساء من نقص واضح وكثير بالخدمات الأساسية، والبنية التحتية سواء كان ذلك في عدم وجود السفلتة بشوارعها أو عدم توفر الإنارة، بالإضافة لتدني مستوي النظافة العامة وتجمع مياه الأمطار بصورة مستنقعات وعدم وجود مستوصف صحي فيها وغيرها من الخدمات الأخرى والهامة.

## بناء أول مدرسة ابتدائية للبنات
أُنشِئَت المدرسة الابتدائية الأولى للبنات في هجرة سودة؛ لتكون إحدى الحلقات في سلسلة المباني المدرسية التي عملت إدارة شؤون المباني بالإدارة العامة للتعليم بالأحساء على تطويرها وفقًا لتصميمات حديثة بما يتوافق مع أعلى درجات ومعايير الجودة، وذلك استمرارًا للنهج الذي تسعى إليه الإدارة من خلال العمل على تطوير البيئة المدرسية بالمباني التعليمية.
أقيم المشروع على مساحة إجمالية قدرت بأكثر من 3000 متر مربع، بتكلفة إجمالية بلغت ما يقارب أربعة ملايين ريال، ويتكون المبنى من دورين للبنات بكامل مرفقاتهما بطاقة استيعابية 360 طالبة يحتوي على 12 فصلًا دراسيًا للمرحلة الابتدائية، إضافة إلى معملين للمختبرات العلمية، وغرف إدارية، ودورات للمياه، ويحتوي المبنى أيضًا على أفنية داخلية مكيفة وأفنية خارجية مغطاة بالكامل وسكن للحارس ومقصف خارجي.